# Juan Olmo

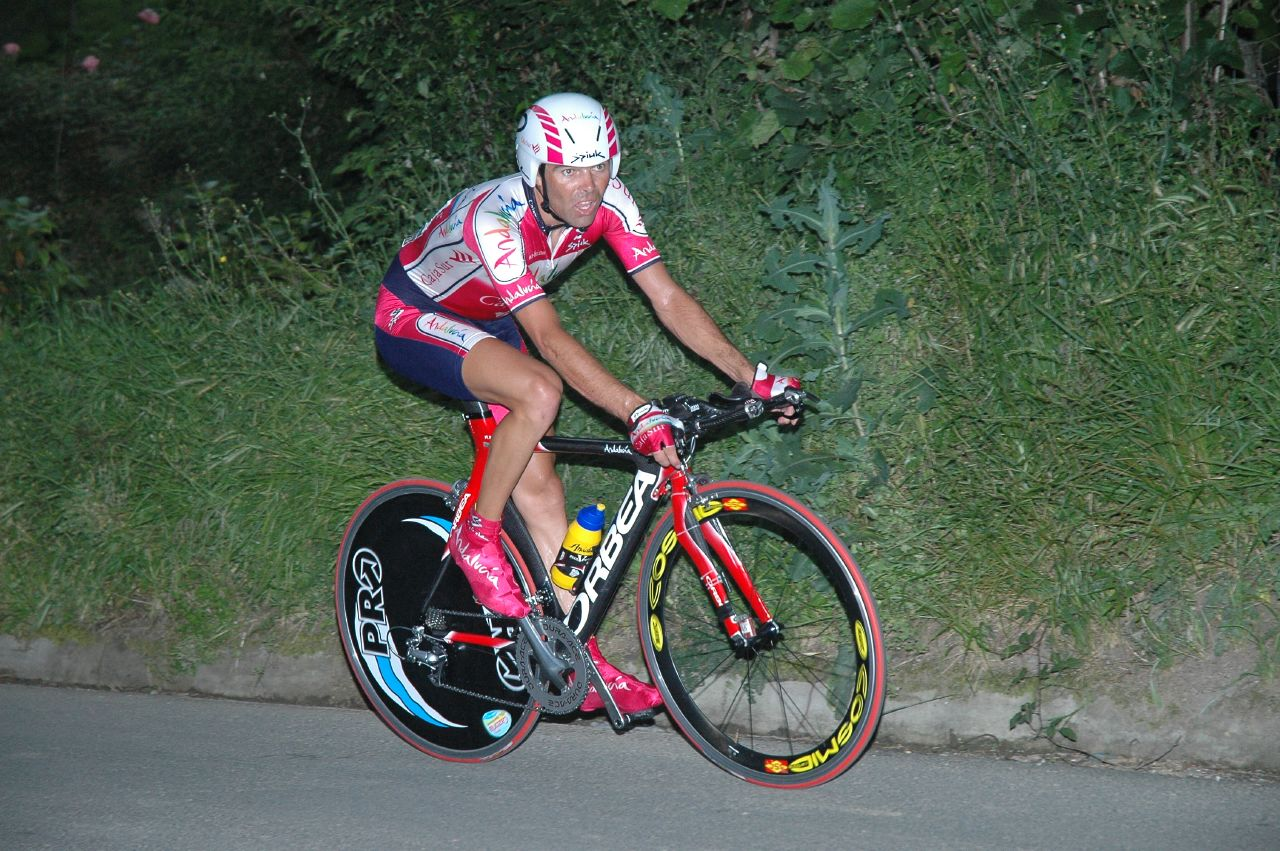
Juan Olmo bei der Euskal Bizikleta 2007

Juan Olmo Menacho (* 5. März 1978 in El Cuervo) ist ein ehemaliger spanischer Radrennfahrer.
Juan Olmo begann seine Karriere 2002 bei dem portugiesischen Radsportteam Barbot-Torrie. Nach einer Saison bei Comunidad Valenciana-Kelme wechselte er 2005 zu dem Continental Team Duja/Tavira, für das er eine Etappe der Tour de Normandie gewann. 2006 bis 2008 fuhr Olmo für das spanische Professional Continental Team Andalucía-Cajasur, bei dem er seine Laufbahn beendete. Er nahm an der Vuelta a España 2007 teil und beendete das Rennen als 91.

## Erfolge
2005
- eine Etappe Tour de Normandie

## Teams
- 2002 Barbot-Torrie
- 2003 Barbot-Torrie
- 2004 Barbot-Gaia
- 2004 Comunidad Valenciana-Kelme
- 2005 Duja/Tavira
- 2006 Andalucía-Paul Versan
- 2007 Andalucía-Cajasur
- 2008 Andalucía-Cajasur